# Leyme
Leyme est une commune française située dans le nord-est du département du Lot, en région Occitanie.
Elle est également dans la Limargue, une région naturelle occupant une dépression verdoyante entre les causses du Quercy et le Ségala quercynois.
Exposée à un climat océanique altéré, elle est drainée par la Biarque et par divers autres petits cours d'eau. Incluse dans le bassin de la Dordogne, la commune possède un patrimoine naturel remarquable composé d'une zone naturelle d'intérêt écologique, faunistique et floristique.
Leyme est une commune rurale qui compte 929 habitants en 2022.  Ses habitants sont appelés les Leymois ou  Leymoises.

## Géographie

### Localisation
Commune du Massif central située dans le Quercy, sur l'Embiargues.
De Leyme, on peut aller dans quatre directions : Saint-Céré (D 48), Lacapelle-Marival (D 48), Molières puis Terrou (accès au lac du Tolerme) et Aynac.

### Hydrographie
Le Ruisseau de Cantegrel, le Ruisseau de la Devèze, le Ruisseau du Cros sont les principaux cours d'eau qui traversent Leyme.

### Communes limitrophes
Les communes limitrophes sont  Anglars, Aynac, Bannes, Espeyroux et Molières.
|       | Bannes  |           |
| Aynac | Leyme   | Molières  |
|       | Anglars | Espeyroux |

### Climat
Pour des articles plus généraux, voir Climat de l'Occitanie et Climat du Lot.
En 2010, le climat de la commune est de type climat océanique altéré, selon une étude s'appuyant sur une série de données couvrant la période 1971-2000. En 2020, Météo-France publie une typologie des climats de la France métropolitaine dans laquelle la commune est exposée à un climat de montagne ou de marges de montagne et est dans la région climatique Ouest et nord-ouest du Massif Central, caractérisée par une pluviométrie annuelle de 900 à 1 500 mm, maximale en automne et en hiver.
Pour la période 1971-2000, la température annuelle moyenne est de 11,3 °C, avec une amplitude thermique annuelle de 14,9 °C. Le cumul annuel moyen de précipitations est de 1 217 mm, avec 12,3 jours de précipitations en janvier et 7,1 jours en juillet. Pour la période 1991-2020, la température moyenne annuelle observée sur la station météorologique la plus proche, située sur la commune de Latronquière à 14 km à vol d'oiseau, est de 11,0 °C et le cumul annuel moyen de précipitations est de 1 361,3 mm,. Pour l'avenir, les paramètres climatiques de la commune estimés pour 2050 selon différents scénarios d’émission de gaz à effet de serre sont consultables sur un site dédié publié par Météo-France en novembre 2022.

### Milieux naturels et biodiversité

#### Espaces protégés
La protection réglementaire est le mode d’intervention le plus fort pour préserver des espaces naturels remarquables et leur biodiversité associée,.
La commune fait partie de la zone de transition du bassin de la Dordogne, un territoire d'une superficie de 1 880 258 ha reconnu réserve de biosphère par l'UNESCO en juillet 2012,.

#### Zones naturelles d'intérêt écologique, faunistique et floristique

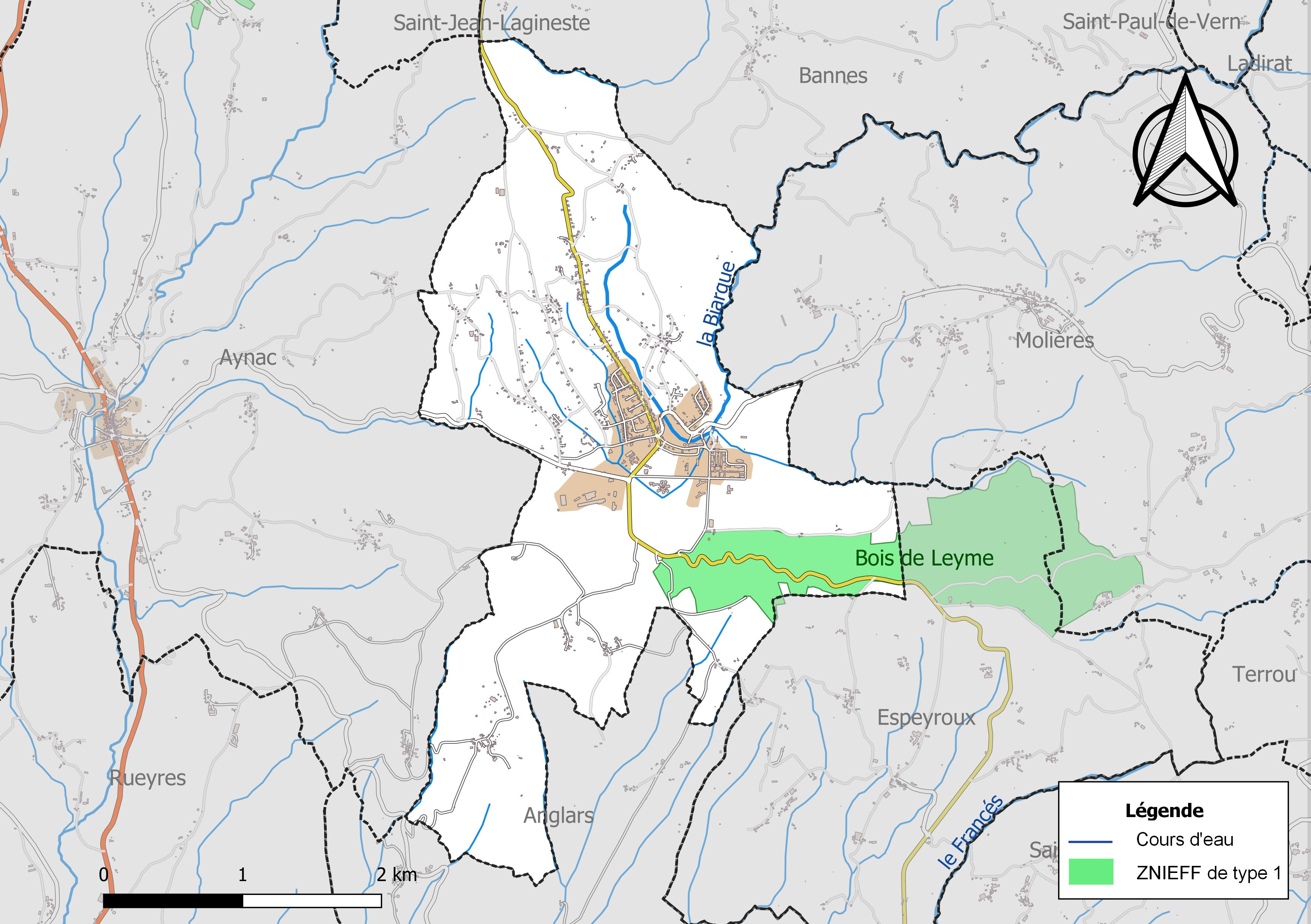
Carte de la ZNIEFF de type 1 localisée sur la commune.

L’inventaire des zones naturelles d'intérêt écologique, faunistique et floristique (ZNIEFF) a pour objectif de réaliser une couverture des zones les plus intéressantes sur le plan écologique, essentiellement dans la perspective d’améliorer la connaissance du patrimoine naturel national et de fournir aux différents décideurs un outil d’aide à la prise en compte de l’environnement dans l’aménagement du territoire.
Une ZNIEFF de type 1 est recensée sur la commune :
le « bois de Leyme » (200 ha), couvrant 3 communes du département.

## Urbanisme

### Typologie
Au 1er janvier 2024, Leyme est catégorisée commune rurale à habitat dispersé, selon la nouvelle grille communale de densité à sept niveaux définie par l'Insee en 2022.
Elle est située hors unité urbaine et hors attraction des villes,.

### Occupation des sols
L'occupation des sols de la commune, telle qu'elle ressort de la base de données européenne d’occupation biophysique des sols Corine Land Cover (CLC), est marquée par l'importance des territoires agricoles (52,6 % en 2018), une proportion sensiblement équivalente à celle de 1990 (53,2 %). La répartition détaillée en 2018 est la suivante : 
prairies (52,6 %), forêts (37,2 %), zones urbanisées (10,2 %). L'évolution de l’occupation des sols de la commune et de ses infrastructures peut être observée sur les différentes représentations cartographiques du territoire : la carte de Cassini (XVIIIe siècle), la carte d'état-major (1820-1866) et les cartes ou photos aériennes de l'IGN pour la période actuelle (1950 à aujourd'hui).

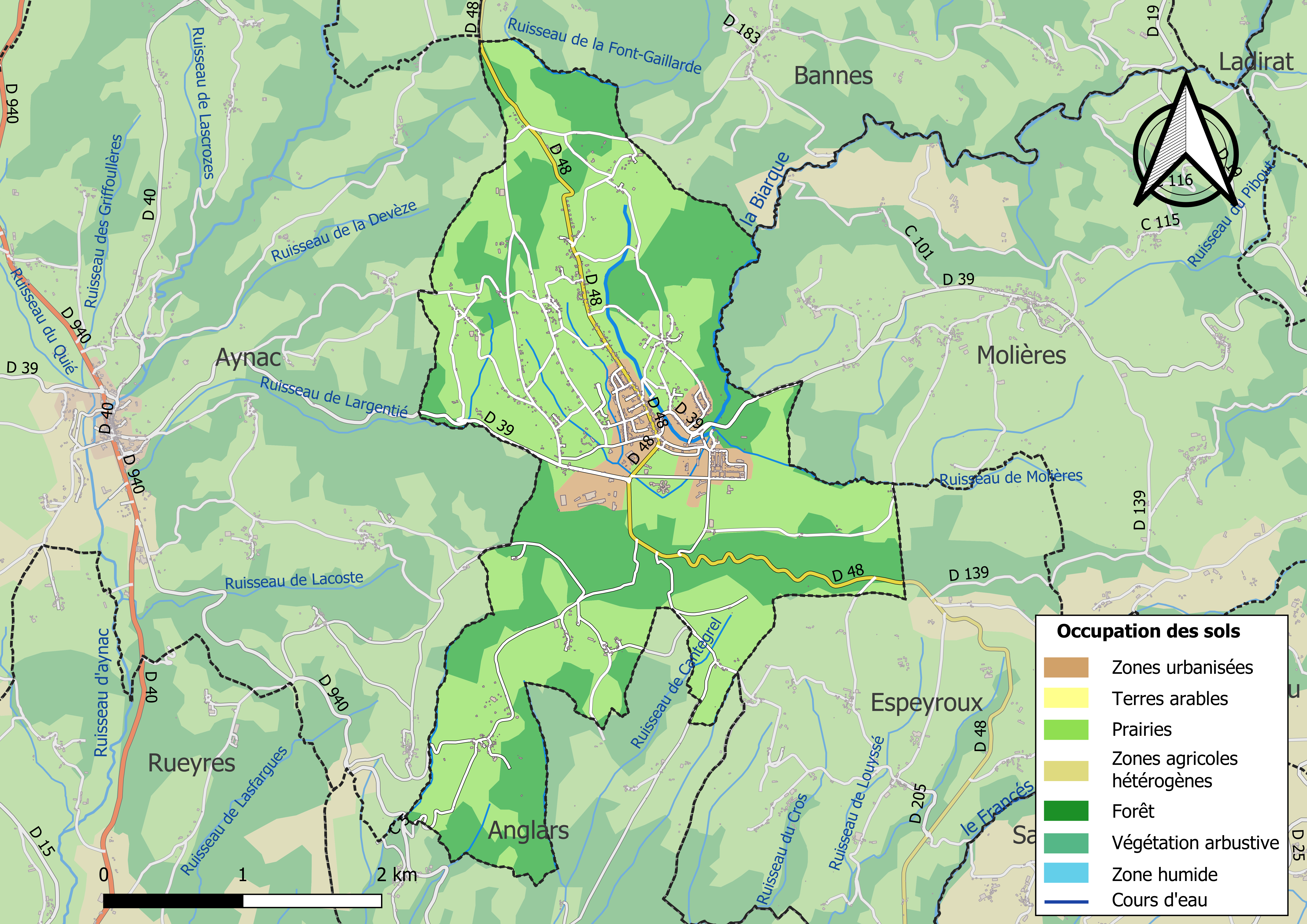
Carte des infrastructures et de l'occupation des sols de la commune en 2018 (CLC).

### Risques majeurs
Le territoire de la commune de Leyme est vulnérable à différents aléas naturels : météorologiques (tempête, orage, neige, grand froid, canicule ou sécheresse), inondations, feux de forêts, mouvements de terrains et séisme (sismicité très faible). Il est également exposé à un risque particulier : le risque de radon. Un site publié par le BRGM permet d'évaluer simplement et rapidement les risques d'un bien localisé soit par son adresse soit par le numéro de sa parcelle.

#### Risques naturels
Certaines parties du territoire communal sont susceptibles d’être affectées par le risque d’inondation par débordement de cours d'eau, notamment la Biarque. La cartographie des zones inondables en ex-Midi-Pyrénées réalisée dans le cadre du XIe Contrat de plan État-région, visant à informer les citoyens et les décideurs sur le risque d’inondation, est accessible sur le site de la DREAL Occitanie. La commune a été reconnue en état de catastrophe naturelle au titre des dommages causés par les inondations et coulées de boue survenues en 1982 et 1999,.
Leyme est exposée au risque de feu de forêt. Un plan départemental de protection des forêts contre les incendies a été approuvé par arrêté préfectoral le 30 novembre 2015 pour la période 2015-2025. Les propriétaires doivent ainsi couper les broussailles, les arbustes et les branches basses sur une profondeur de 50 mètres, aux abords des constructions, chantiers, travaux et installations de toute nature, situées à moins de 200 mètres de terrains en nature
de bois, forêts, plantations, reboisements, landes ou friches. Le brûlage des déchets issus de l’entretien des parcs et jardins des ménages et des collectivités est interdit. L’écobuage est également interdit, ainsi que les feux de type méchouis et barbecues, à l’exception de ceux prévus dans des installations fixes (non situées sous couvert d'arbres) constituant une dépendance d'habitation.

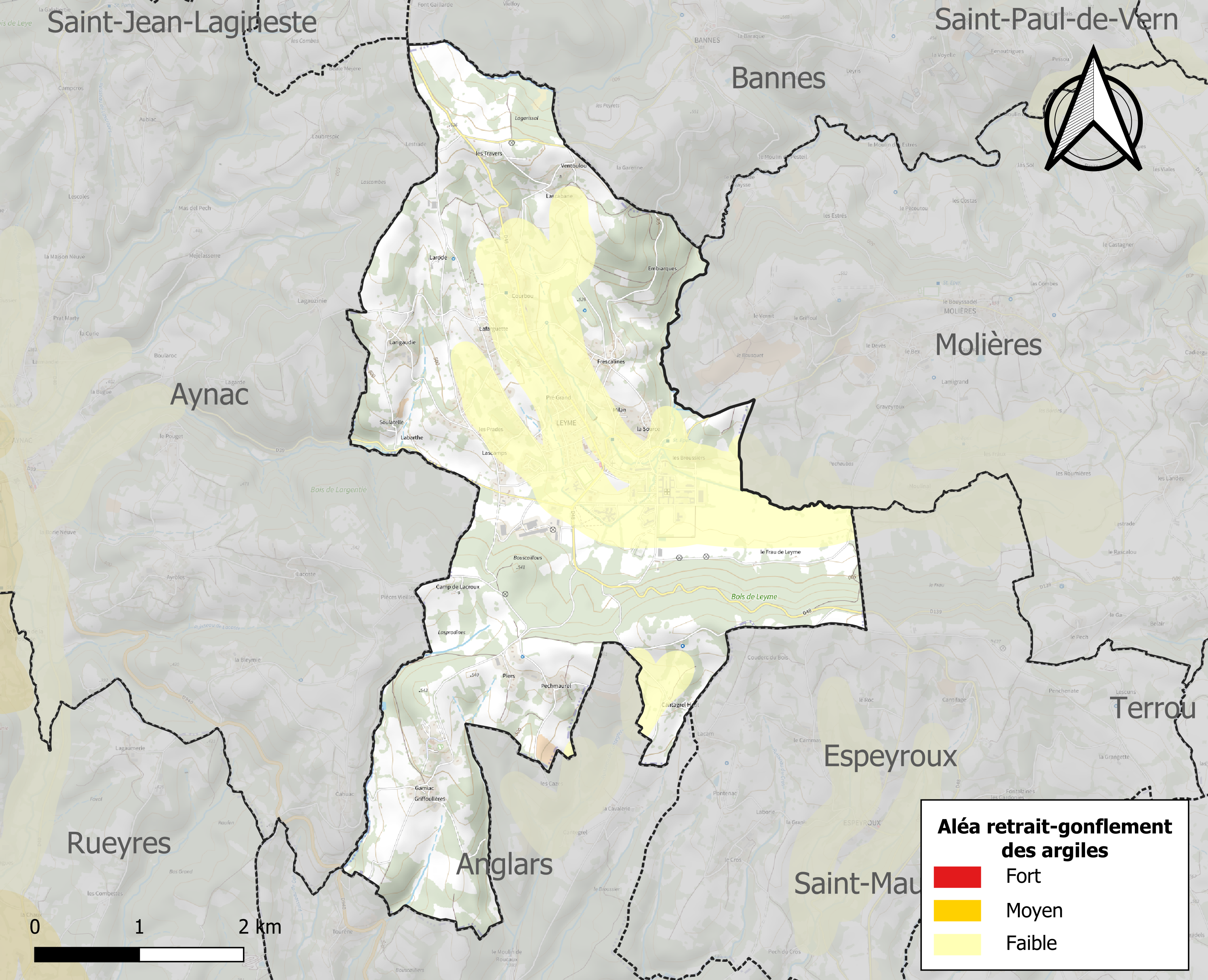
Carte des zones d'aléa retrait-gonflement des sols argileux de Leyme.

Les mouvements de terrains susceptibles de se produire sur la commune sont des éboulements, chutes de pierres et de blocs et des glissements de terrain.
Le retrait-gonflement des sols argileux est susceptible d'engendrer des dommages importants aux bâtiments en cas d’alternance de périodes de sécheresse et de pluie. 0 % de la superficie communale est en aléa moyen ou fort (67,7 % au niveau départemental et 48,5 % au niveau national). Sur les 416 bâtiments dénombrés sur la commune en 2019, 0 sont en aléa moyen ou fort, soit 0 %, à comparer aux 72 % au niveau départemental et 54 % au niveau national. Une cartographie de l'exposition du territoire national au retrait gonflement des sols argileux est disponible sur le site du BRGM,.
Par ailleurs, afin de mieux appréhender le risque d’affaissement de terrain, l'inventaire national des cavités souterraines permet de localiser celles situées sur la commune.
Concernant les mouvements de terrains, la commune a été reconnue en état de catastrophe naturelle au titre des dommages causés par la sécheresse en 2019 et par des mouvements de terrain en 1999.

#### Risque particulier
Dans plusieurs parties du territoire national, le radon, accumulé dans certains logements ou autres locaux, peut constituer une source significative d’exposition de la population aux rayonnements ionisants. Certaines communes du département sont concernées par le risque radon à un niveau plus ou moins élevé. Selon la classification de 2018, la commune de Leyme est classée en zone 3, à savoir zone à potentiel radon significatif.

## Toponymie
Le nom Leyme est interprété de différentes manières :
- selon Gaston Balzagues, il provient du latin eremus et désignait, dans ce cas, un endroit désert  où se trouvait un ermitage[24] ;
- il peut aussi s'agir du latin Lumen Dei, « la lumière de Dieu »[25].

## Histoire
Une abbaye cistercienne fut fondée à Leyme en 1221 par Guillaume de Cardaillac évêque de Cahors pour les religieuses de l'ordre cistercien sur des terres données par le couvent des religieuses de Sainte-Marie de la Daurade de Cahors, en 1214,. Le monastère fut d'abord nommé Gratia Dei puis Leyme.
Courbou et Lafarguette, deux lieux-dits au nord de la commune, sont des anciennes possessions de la commanderie Hospitalière du Bastit du Causse au sein du grand prieuré de Saint-Gilles.

## Politique et administration
| Période                                  | Période      | Identité              | Étiquette | Qualité          |
| ---------------------------------------- | ------------ | --------------------- | --------- | ---------------- |
| 1793                                     | 1794         | Jean Thillet          |           |                  |
| 1794                                     | 1800         | Jean Mounie           |           |                  |
| 1800                                     | 1808         | Jean Donadieu         |           |                  |
| 1808                                     | 1814         | Jean Virole           |           |                  |
| 1815                                     | 1830         | Jean Antoine Frie     |           |                  |
| 1831                                     | 1838         | M. Jalenques          |           |                  |
| 1839                                     | 1849         | Antoine Frie          |           |                  |
| 1849                                     | 1895         | Amans Marty           |           |                  |
| 1895                                     | 1902         | Jean Pierre Pradeyrol |           |                  |
|                                          |              |                       |           |                  |
| avant 1973                               | ?            | Clément Cayrol        | PCF       | Artisan plombier |
| mars 2001                                | 2005         | Pierre Thamie         |           |                  |
| 2005                                     | mars 2008    | Colette Lamothe       |           |                  |
| mars 2008                                | mai 2020     | Pierre Martinez       | PCF       |                  |
| mai 2020                                 | octobre 2020 | Michel Tournemine     |           |                  |
| octobre 2020                             | En cours     | Marc Tillet           |           |                  |
| Les données manquantes sont à compléter. |              |                       |           |                  |

## Démographie
L'évolution du nombre d'habitants est connue à travers les recensements de la population effectués dans la commune depuis 1793. Pour les communes de moins de 10 000 habitants, une enquête de recensement portant sur toute la population est réalisée tous les cinq ans, les populations de référence des années intermédiaires étant quant à elles estimées par interpolation ou extrapolation. Pour la commune, le premier recensement exhaustif entrant dans le cadre du nouveau dispositif a été réalisé en 2005.

En 2022, la commune comptait 929 habitants, en évolution de −0,75 % par rapport à 2016 (Lot : +1,31 %, France hors Mayotte : +2,11 %).
| 1793 | 1800 | 1806 | 1821 | 1831 | 1836 | 1841 | 1846 | 1851 |
| ---- | ---- | ---- | ---- | ---- | ---- | ---- | ---- | ---- |
| 370  | 409  | 423  | 422  | 479  | 567  | 662  | 773  | 949  |

| 1856  | 1861  | 1866  | 1872  | 1876  | 1881  | 1886  | 1891  | 1896  |
| ----- | ----- | ----- | ----- | ----- | ----- | ----- | ----- | ----- |
| 1 026 | 1 088 | 1 066 | 1 119 | 1 140 | 1 209 | 1 225 | 1 207 | 1 237 |

| 1901  | 1906  | 1911  | 1921 | 1926 | 1931  | 1936  | 1946  | 1954  |
| ----- | ----- | ----- | ---- | ---- | ----- | ----- | ----- | ----- |
| 1 222 | 1 339 | 1 368 | 902  | 942  | 1 094 | 1 307 | 1 239 | 1 269 |

| 1962  | 1968  | 1975  | 1982  | 1990  | 1999 | 2005 | 2006 | 2010 |
| ----- | ----- | ----- | ----- | ----- | ---- | ---- | ---- | ---- |
| 1 476 | 1 560 | 1 706 | 1 665 | 1 489 | 943  | 987  | 997  | 961  |

| 2015 | 2020 | 2022 | - | - | - | - | - | - |
| ---- | ---- | ---- | - | - | - | - | - | - |
| 934  | 924  | 929  | - | - | - | - | - | - |

## Économie

### Revenus
En 2018, la commune compte 347 ménages fiscaux, regroupant 710 personnes. La médiane du revenu disponible par unité de consommation est de 22 300 € (20 740 € dans le département).

### Emploi
|                | 2008  | 2013  | 2018  |
| -------------- | ----- | ----- | ----- |
| Commune        | 4,3 % | 5,2 % | 8,1 % |
| Département    | 7,3 % | 8,9 % | 9,6 % |
| France entière | 8,3 % | 10 %  | 10 %  |

En 2018, la population âgée de 15 à 64 ans s'élève à 536 personnes, parmi lesquelles on compte 56,9 % d'actifs (48,8 % ayant un emploi et 8,1 % de chômeurs) et 43,1 % d'inactifs,. Depuis 2008, le taux de chômage communal (au sens du recensement) des 15-64 ans est inférieur à celui de la France et du département.
La commune est hors attraction des villes,. Elle compte 807 emplois en 2018, contre 854 en 2013 et 843 en 2008. Le nombre d'actifs ayant un emploi résidant dans la commune est de 271, soit un indicateur de concentration d'emploi de 297,8 % et un taux d'activité parmi les 15 ans ou plus de 38,7 %.
Sur ces 271 actifs de 15 ans ou plus ayant un emploi, 125 travaillent dans la commune, soit 46 % des habitants. Pour se rendre au travail, 84,4 % des habitants utilisent un véhicule personnel ou de fonction à quatre roues, 0,8 % les transports en commun, 9,9 % s'y rendent en deux-roues, à vélo ou à pied et 4,8 % n'ont pas besoin de transport (travail au domicile).

### Activités hors agriculture
51 établissements sont implantés  à Leyme au 31 décembre 2019. Le tableau ci-dessous en détaille le nombre par secteur d'activité et compare les ratios avec ceux du département,.
| Secteur d'activité                                                                                        | Commune | Commune | Département |
| Secteur d'activité                                                                                        | Nombre  | %       | %           |
| --- | ------- | ------- | ----------- |
| Ensemble                                                                                                  | 51      |         |             |
| Industrie manufacturière, industries extractives et autres                                                | 11      | 21,6 %  | (14 %)      |
| Construction                                                                                              | 7       | 13,7 %  | (13,9 %)    |
| Commerce de gros et de détail, transports, hébergement et restauration                                    | 13      | 25,5 %  | (29,9 %)    |
| Activités financières et d'assurance                                                                      | 1       | 2 %     | (2,8 %)     |
| Activités immobilières                                                                                    | 1       | 2 %     | (3,5 %)     |
| Activités spécialisées, scientifiques et techniques et activités de services administratifs et de soutien | 4       | 7,8 %   | (13,5 %)    |
| Administration publique, enseignement, santé humaine et action sociale                                    | 9       | 17,6 %  | (12 %)      |
| Autres activités de services                                                                              | 5       | 9,8 %   | (8,7 %)     |

Le secteur du commerce de gros et de détail, des transports, de l'hébergement et de la restauration est prépondérant sur la commune puisqu'il représente 25,5 % du nombre total d'établissements de la commune (13 sur les 51 entreprises implantées  à Leyme), contre 29,9 % au niveau départemental.

### Agriculture
|               | 1988 | 2000 | 2010 | 2020 |
| ------------- | ---- | ---- | ---- | ---- |
| Exploitations | 34   | 23   | 13   | 9    |
| SAU (ha)      | 427  | 414  | 339  | 371  |

La commune est dans la Limargue », une petite région agricole occupant une bande verticale à l'est du territoire du département du Lot. En 2020, l'orientation technico-économique de l'agriculture  sur la commune est la polyculture et/ou le polyélevage. Neuf exploitations agricoles ayant leur siège dans la commune sont dénombrées lors du recensement agricole de 2020 (34 en 1988). La superficie agricole utilisée est de 371 ha,,.

## Culture locale et patrimoine

### Lieux et monuments
- Église Saint-Géraud.
- Abbaye de Leyme.
- La forêt du Frau et ses sentiers.

### Personnalités liées à la commune
- Pierre Bonhomme.
- Marie Denizard (1872-1959), militante féministe, qui propose sa candidature à l'élection présidentielle de 1913, et finit sa vie à l'asile de Leyme après plus de trente ans d'internement.

#### Site de l'Insee
1. ↑  « La grille communale de densité », sur le site de l'Insee, 28 mai 2024 (consulté le 28 juin 2024).
2. ↑  Insee, « Métadonnées de la commune de Leyme ».
3. ↑  « Base des aires d'attraction des villes 2020. », sur le site de l'Insee, 21 octobre 2020 (consulté le 28 juin 2024).
4. ↑  Marie-Pierre de Bellefon, Pascal Eusebio, Jocelyn Forest, Olivier Pégaz-Blanc et Raymond Warnod (Insee), « En France, neuf personnes sur dix vivent dans l’aire d’attraction d’une ville », sur le site de l'Insee, 21 octobre 2020 (consulté le 28 juin 2024).
5. ↑  « REV T1 - Ménages fiscaux de l'année 2018 à Leyme » (consulté le 5 février 2022).
6. ↑  « REV T1 - Ménages fiscaux de l'année 2018 dans le Lot » (consulté le 5 février 2022).
7. 1 2  « Emp T1 - Population de 15 à 64 ans par type d'activité en 2018 à Leyme » (consulté le 5 février 2022).
8. ↑  « Emp T1 - Population de 15 à 64 ans par type d'activité en 2018 dans le Lot » (consulté le 5 février 2022).
9. ↑  « Emp T1 - Population de 15 à 64 ans par type d'activité en 2018 dans la France entière » (consulté le 5 février 2022).
10. ↑  « Base des aires d'attraction des villes 2020 », sur site de l'Insee (consulté le 10 avril 2021).
11. ↑  « Emp T5 - Emploi et activité en 2018 à Leyme » (consulté le 5 février 2022).
12. ↑  « ACT T4 - Lieu de travail des actifs de 15 ans ou plus ayant un emploi qui résident dans la commune en 2018 » (consulté le 5 février 2022).
13. ↑  « ACT G2 - Part des moyens de transport utilisés pour se rendre au travail en 2018 » (consulté le 5 février 2022).
14. ↑  « DEN T5 - Nombre d'établissements par secteur d'activité au 31 décembre 2019 à Leyme » (consulté le 14 février 2022).
15. ↑  « DEN T5 - Nombre d'établissements par secteur d'activité au 31 décembre 2019 dans le Lot » (consulté le 14 février 2022).

#### Autres sources
1. ↑  Carte IGN sous Géoportail
2. 1 2  Daniel Joly, Thierry Brossard, Hervé Cardot, Jean Cavailhes, Mohamed Hilal et Pierre Wavresky, « Les types de climats en France, une construction spatiale », Cybergéo, revue européenne de géographie - European Journal of Geography, no 501,‎ 18 juin 2010 (DOI 10.4000/cybergeo.23155, lire en ligne, consulté le 14 novembre 2023)
3. ↑  « Zonages climatiques en France métropolitaine. », sur pluiesextremes.meteo.fr (consulté le 14 novembre 2023).
4. ↑  « Orthodromie entre Leyme et Latronquière », sur fr.distance.to (consulté le 14 novembre 2023).
5. ↑  « Station Météo-France « Latronquière » (commune de Latronquière) - fiche climatologique - période 1991-2020 », sur donneespubliques.meteofrance.fr (consulté le 14 novembre 2023).
6. ↑  « Station Météo-France « Latronquière » (commune de Latronquière) - fiche de métadonnées. », sur donneespubliques.meteofrance.fr (consulté le 14 novembre 2023).
7. ↑  « Climadiag Commune : diagnostiquez les enjeux climatiques de votre collectivité. », sur meteofrance.fr, novembre 2022 (consulté le 14 novembre 2023).
8. ↑  « Les espaces protégés. », sur le site de l'INPN (consulté le 10 mai 2022).
9. ↑  « Liste des espaces protégés sur la commune », sur le site de l'inventaire national du patrimoine naturel (consulté le 2 septembre 2021).
10. ↑  « Réserve de biosphère du bassin de la Dordogne », sur mab-france.org (consulté le 2 septembre 2021).
11. ↑  « Bassin de la Dordogne - zone de transition - fiche descriptive », sur le site de l'inventaire national du patrimoine naturel (consulté le 1er septembre 2021).
12. ↑  « Liste des ZNIEFF de la commune de Leyme », sur le site de l'Inventaire national du patrimoine naturel (consulté le 2 septembre 2021).
13. ↑  « ZNIEFF le « bois de Leyme » - fiche descriptive », sur le site de l'inventaire national du patrimoine naturel (consulté le 2 septembre 2021).
14. ↑  « CORINE Land Cover (CLC) - Répartition des superficies en 15 postes d'occupation des sols (métropole). », sur le site des données et études statistiques du ministère de la Transition écologique. (consulté le 14 avril 2021).
15. 1 2 3  « Les risques près de chez moi - commune de Leyme », sur Géorisques (consulté le 17 octobre 2022).
16. ↑  BRGM, « Évaluez simplement et rapidement les risques de votre bien », sur Géorisques (consulté le 13 septembre 2022).
17. ↑  DREAL Occitanie, « CIZI », sur occitanie.developpement-durable.gouv.fr (consulté le 13 septembre 2022).
18. ↑  « Dossier départemental des risques majeurs dans le Lot », sur lot.gouv.fr (consulté le 13 septembre 2022), partie 1 -  chapitre Risque inondation.
19. ↑  « Dossier départemental des risques majeurs dans le Lot », sur lot.gouv.fr (consulté le 13 septembre 2022).
20. ↑  « Dossier départemental des risques majeurs dans le Lot », sur lot.gouv.fr (consulté le 13 septembre 2022), chapitre Mouvements de terrain.
21. ↑  « Retrait-gonflement des argiles », sur le site de l'observatoire national des risques naturels (consulté le 13 septembre 2022).
22. ↑  « Liste des cavités souterraines localisées sur la commune de Leyme », sur georisques.gouv.fr (consulté le 13 septembre 2022).
23. ↑  « Cartographie du risque radon en France. », sur le site de l’IRSN, janvier 2021 (consulté le 13 septembre 2022).
24. 1 2  Gaston Bazalgues, À la découverte des noms de lieux du Quercy : Toponymie lotoise, Gourdon, Éditions de la Bouriane et du Quercy, juin 2002, 127 p. (ISBN 2-910540-16-2), p. 59,115.
25. ↑  Géraud Lavergne, « Les noms de lieux d'origine ecclésiasticque » (sic), Revue d'histoire de l'Église de France, Tome 15, no 68, 1929, p. 320.
26. ↑  Edmond Albe, Notes pour servir à l'histoire de l'abbaye de Leyme, p. 91-112, 141-155, dans Bulletin de la Société des études du Lot, 1902, tome 27 (lire en ligne)
27. ↑  Edmond Albe, Notes pour servir à l'histoire de l'abbaye de Leyme, p. 3-9, dans Bulletin de la Société des études du Lot, 1903, tome 28 (lire en ligne)
28. ↑  Jacques-Antoine Delpon, Statistique du département du Lot, t. 1, Cahors, Bachelier, 1831 (réimpr. 1979), 554 p. (ISBN 2-902422-00-8), p. 539.
29. ↑  Jacques Juillet, Templiers et hospitaliers en Quercy : commanderies et prieurés sur le chemin de Notre-Dame de Rocamadour, Le Mercure Dauphinois, 2017, 4e éd., 332 p. (ISBN 978-2-35662-213-6, présentation en ligne), p. 68-69 ; Abbé C. Nicolas, « Histoire des grands prieurs et du prieuré de Saint-Gilles faisant suite au manuscrit de Jean Raybaud 1751-1806 : tome III », Mémoires de l'Académie de Nîmes, t. XXIX,‎ 1906, p. 117, lire en ligne sur Gallica
30. ↑  « Les maires de Leyme », sur Site francegenweb, 19 février 2011 (consulté le 22 octobre 2017).
31. ↑  « Leyme : Marc Tillet devient le nouveau maire », sur ladepeche.fr (consulté le 30 octobre 2020).
32. ↑  L'organisation du recensement, sur insee.fr.
33. ↑  Calendrier départemental des recensements, sur insee.fr.
34. ↑  Des villages de Cassini aux communes d'aujourd'hui sur le site de l'École des hautes études en sciences sociales.
35. ↑  Fiches Insee - Populations de référence de la commune pour les années 2006, 2007, 2008, 2009, 2010, 2011, 2012, 2013, 2014, 2015, 2016, 2017, 2018, 2019, 2020, 2021 et 2022.
36. ↑  « Les régions agricoles (RA), petites régions agricoles(PRA) - Année de référence : 2017 », sur agreste.agriculture.gouv.fr (consulté le 14 février 2022).
37. ↑  Présentation des premiers résultats du recensement agricole 2020, Ministère de l’agriculture et de l’alimentation, 10 décembre 2021
38. ↑  « Fiche de recensement agricole - Exploitations ayant leur siège dans la commune de Leyme - Données générales », sur recensement-agricole.agriculture.gouv.fr (consulté le 14 février 2022).